# Nová náboženská hnutí
Nová náboženská hnutí (se zkratkou NNH) je termín používaný pro různé novodobé skupiny spojené s náboženstvím. Podle některých zdrojů je jejich vznik motivován novou náboženskou ideou. Nová náboženská hnutí většinou odpovídají na potřeby společnosti, zejména pak tam, kde je společenský život nějak narušen.
Velká část společnosti často pohlíží na NNH jako na něco negativního, to však vyplývá často z toho, že se jedná o skupiny, které jsou ve společnosti nové. U vědeckého studia nových náboženských hnutí nastává řada potíží. Jedním z vůbec prvních problémů je rozlišit, která hnutí pod pojem „nová náboženská hnutí“ zařadit.

## Problematika názvu „nová náboženská hnutí“
Termín nová náboženská hnutí (new religious movement) se vůbec poprvé vyskytl v průběhu sedmdesátých letech v sociologické literatuře a sloužil pro označení některých kontroverzních náboženských skupin. I když se tento termín stále používá i v odborné literatuře, někteří autoři se tomuto označení raději vyhýbají a uplatňují spíše termíny jako „nová náboženství“, „nová religiozita“ či „nové náboženské směry“. V českém diskursu nicméně nahrazuje i zatížené a nepřesné slovo sekta.

### Pojem „nová“
Nelze jednoznačně určit, jak nová náboženská hnutí musí být, aby spadaly pod toto označení. U tohoto případu slovo nová označuje spíše taková náboženská hnutí, která ve společnosti nejsou zavedená. V jednotlivých kulturách, geograficky či jinak odlišných, se liší kategorizace nových náboženských hnutí. Např. v České republice jsou dosud členové Církve Ježíše Krista Svatých posledních dnů (tzv. Mormoni) vnímáni jako příslušníci nové, „netradiční“ náboženské skupiny, avšak např. ve Spojených státech je Mormonská církev celkem „běžné“ náboženství.
Slovo nová je tedy spíše relativní, vždy by se na něj mělo pohlížet v kontextu náboženství a kultury. Pojem „nová“ může být chápán odlišně nejen v jednotlivých společnostech, ale i u různých autorů. Britská badatelka Eileen Barkerová vidí předěl mezi „starými“ a „novými“ náboženstvími padesátá léta 20. století, kdy se objevilo velké množství skupin, poskytujících odpovědi na některé otázky týkající se duchovních, filozofických a náboženských problémů. Další skupina autorů v čele s Gordonem Meltonem považují za dělicí zlom šedesátá a sedmdesátá léta. Někteří badatelé však jdou dále do minulosti a považují za dobu, vymezující nová náboženská hnutí, počátek víry Bahá'í (polovina 19. století) nebo dokonce vznik sikhismu v 17. století.
V některých případech je přízvisko „nové“ použito pro odlišení od „staré“ podoby, když se mezi novou a starou variantou nalézá období diskontinuity. To se týká všech náboženství spadajících pod označení nové pohanství či častěji novopohanství. U těchto náboženství je přízvisko „nové“ nejenom z výše uvedených důvodů, ale právě i pro odlišení od původních náboženství, která během pozdního starověku a raného středověku byla vytlačována šířícím se křesťanstvím.

### Pojem "náboženská"
Dalším metodologickým problémem je slovo náboženská. Definice náboženství, která by byla přijímána většinovou vědeckou komunitou, dosud nebyla sestavena, a nevypadá to, že by byla sestavena v dohledné době. Nastává tedy problém klasifikace, která hnutí označit jako náboženská, a která ne. Např. letniční hnutí nebo Hnutí Haré Krišna náboženská jsou. Problém však nastává s různými skupinami zabývající se alternativní medicínou, druidismem, meditací či nejrůznější UFO kulty.
Díky tomuto problému se nová náboženská hnutí mohou dělit podle návrhu holandského religionisty Jacquese Waardenburga, který hovoří o „implicitních“ a „explicitních“ náboženstvích. Nová náboženská hnutí, která se označují jako explicitní, chápou sama sebe jako náboženství a prezentují se tak i svému okolí. Naopak termín implicitní označuje ty náboženská hnutí, která se za náboženské nepovažují či toto pojmenování odmítají. Implicitní náboženství lze těžko rozpoznat, často lze nějaký fenomén přiřadit k implicitním náboženstvím až analýzami jeho vnějších projevů.

## Vznik a vývoj NNH
Vznik nových náboženských hnutí je v různých geograficky i jinak odlišných společnostech různý. Např. anglický badatel David Barrett evidoval v Africe od šedesátých let 20. století vznik okolo 6 000 nových náboženských hnutí.
Podle Dušana Lužného je třeba přistupovat k problematice jiným způsobem a není tedy možné „ztotožnit dnešní náboženskou situaci s různými historickými paralelami a přistupovat k ní s čistě náhožensko-historickými výzkumnými prostředky“ … neboť nová religiozita se objevuje v novém kontextu – v kontextu moderního až postmoderního světa. Pro vznik náboženských hnutí nedává jednoznačnou odpověď, ale popisuje různé modely jejich vzniku: 
- historicko-genetický model – komplikované užití, neboť výzkum NNH nemá tradici. U popisu sekundárních útvarů vůči velkým náboženstvím, které existují odvozeně a svou sílu, příp. přitažlivost, čerpají obvykle právě z radikalizace své sekundárnosti to znamená téměř nemožnost typologizace, katalogizace a třídění, neboť se často pracuje s dílčími, příp. s defektními informacemi.
- motivační model – je založen na výzkumu pohnutek členů daného novonáboženského seskupení k určitému způsobu jednání.
- funkcionální model – vysvětluje náboženské fenomény tak, že objasňuje jeho funkce v určitém systému vztahů, s tendencí klást na první místo vztahy sociální. Funkcionální model nedává vysvětlení, ale pouze ukazuje, že v systému adaptačních nástrojů člověka na okolní vlivy existuje jeden, zvaný nová náboženská hnutí.
- explanační (hermeneutický) model, který shrnuje poznatky předchozích způsobů religionistického poznání, stojí na nich, ale nad ně dělá další krok ke kauzálnímu objasnění nové religiozity prostřednictvím analýzy jí zprostředkovávaného smyslu. Udává, že existuje něco, co lidé jinde nenalézají. Porozumět obsahu toho, co se skrývá za oním „něco“ znamená porozumět příčinám vzniku a šíření nové religiozity.

Podle Zdeňka Vojtíška, jsou nová náboženská hnutí hnutí protestu. Vznikají často z nespokojenosti s převládajícím společenským kodexem, jejich vznik je obvykle inspirován charismatickým vůdcem. Mohou také vyjadřovat nesouhlas se stávající ideologií některého ze „zavedených“ náboženství. Patrně větší část náboženských hnutí brzy zanikne, jelikož nenašla dostatek stoupenců. Závisí zejména na společnosti, za jak dlouho pro ni nová náboženská skupina přestane být „nová“ a začne být vnímána jako „zavedená“.

## Příklady
Nová náboženská hnutí hnutí jsou velmi rozdílná ve svém učení, praktikách i postavením ve společnosti. Následující příklady slouží jen pro ukázku nejrůznějších variant těchto hnutí.
Církev všech světů
Počátky Církve všech světů spadají do roku 1961 do souvislosti s malou skupinou vysokoškolských přátel. Richard Lance Christie, jeden ze studentů, se věnoval nauce seberealizace v konceptu Abrahama Maslowa. Poté, co se seznámil s Timothym Zellem, začal experimentovat s mimosmyslovým vnímáním. V této době skupina přátel četla sci-fi román Roberta Henleina Cizinec v cizí zemi, která je v mnohém inspirovala. Formálně byla Církev všech světů založena v roce 1962. V průběhu své historie zažila mnoho pádů, kdy takřka zanikla, i mnoho vzestupů. Počet stoupenců je odhadován na jeden tisíc.
Mezinárodní společnost pro vědomí Kršny

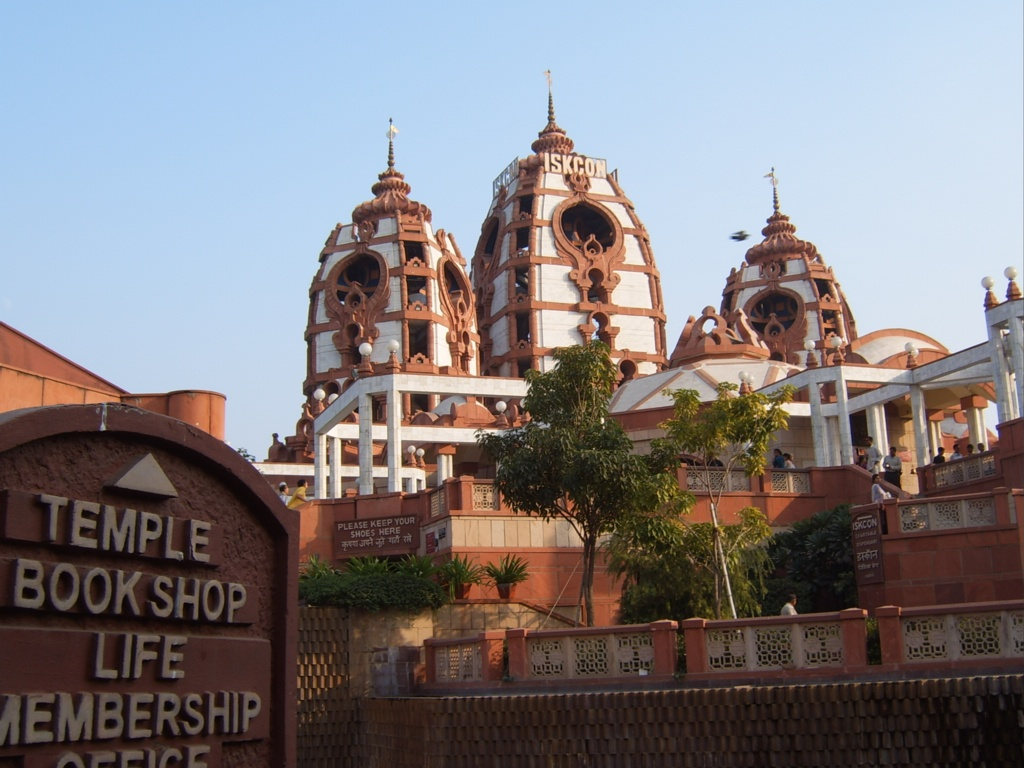
Chrám ISKCONu v indickém Dillí

Tzv. Hnutí Hare Krišna založil ve Spojených státech roku 1966 A. C. Bhaktivédánta Svámí Prabhupáda (často nazýván jen zkráceně Prabhupáda) pod názvem International Society for Krishna Consciousness – odtud zkratka ISKCON. Již o dva roky později se 6 členů skupiny vydalo na misijní cestu po Velké Británii. Hnutí se pak rychle šířilo po Spojených státech, Evropě i dalších světadílech.
Hlavním pramenem ke studiu je Bhagavadgíta, nejlépe v překladu samotného Prabhupády doplněném o jeho výklady, vycházející z komentářů předchozích guruů. Velké vážnosti se v hnutí těší též další Prabhupádovy spisy. Ústřední postavou hnutí je bůh Krišna. Veřejnosti je společnost známa zejména díky průvodům v ulicích měst se zpěvem mahámantry a tancem – tzv. sankírtanům. V současnosti má ISKCON okolo miliónu stoupenců.[zdroj?]
Vesmírní lidé
Pojmem Vesmírní lidé se označuje skupina lidí, kteří uznávají názory Iva A. Bendy. Oficiálně však toto hnutí nebylo nikdy založeno. Základem jejich filosofie je tvrzení o existenci mimozemské civilizace, která lidstvu nezištně a láskyplně pomáhá, i když většina lidí o tom neví. Tvrdí, že nikoliv oni sami jsou Vesmírní lidé, avšak Vesmírní lidé jsou „láskyplné mimozemské bytosti“, a odmítají jakákoliv tvrzení o sektářství. Hnutí Vesmírných lidí je příkladem kultu UFO.

## Česká republika

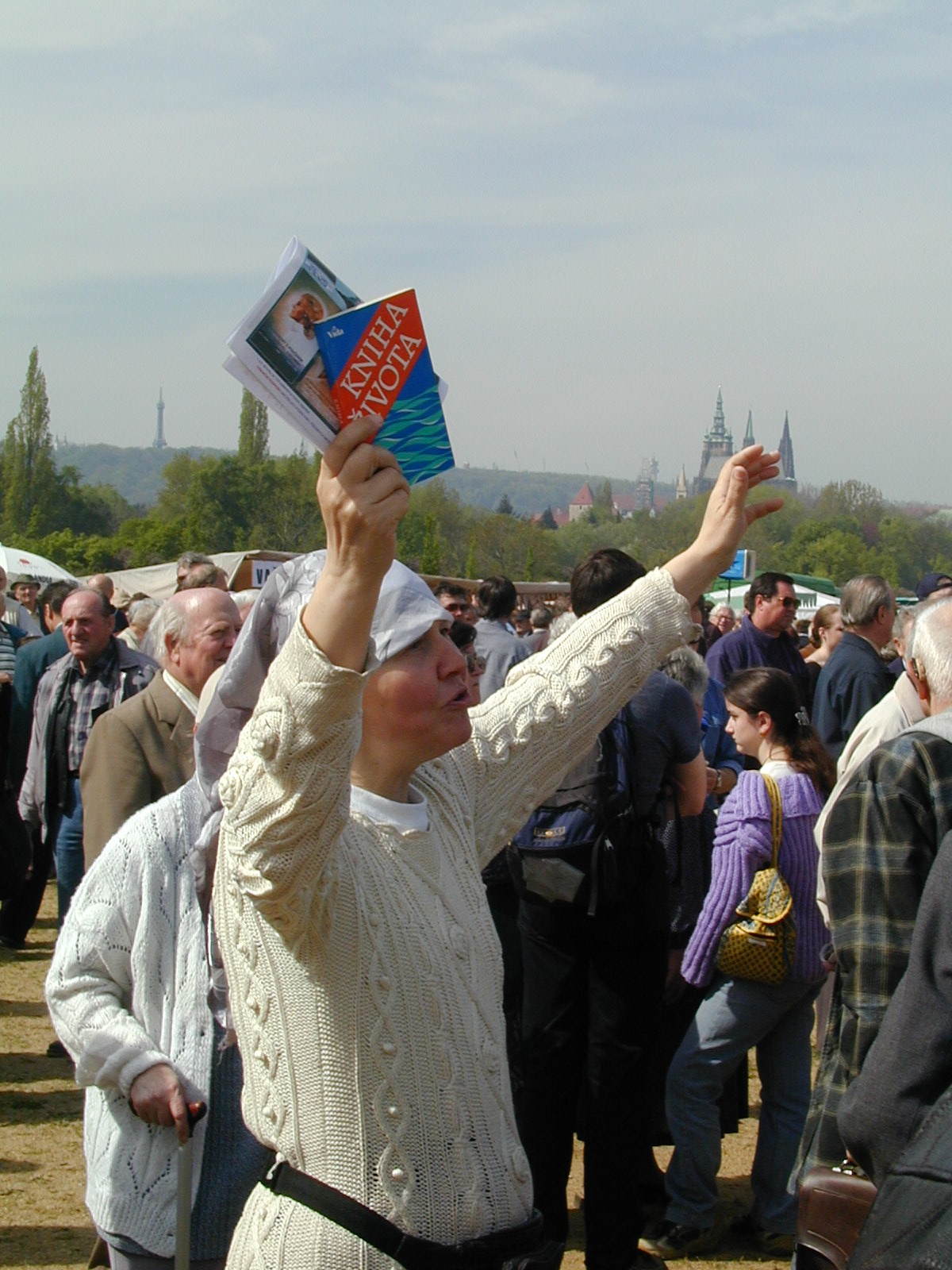
Propagátorka Vesmírných lidí s letáčky na pražské Letné

Za komunistického režimu byla náboženská svoboda značně omezena, nedlouho před vznikem České republiky bylo v zemi registrováno 18 náboženských hnutí. Roku 1990 mezi ně přibyla ještě Církev Ježíše Krista Svatých posledních dnů. Po přijetí zákona č. 308/1991 o náboženské svobodě a zákona č. 161/1992 o registraci církví byla umožněna registrace Jehovovým svědkům a Luterské evangelické církvi a. v. v České republice.

## Typologie a taxonomie
Typologicky roztřídit nová náboženská hnutí je velmi problematické a často se u jednotlivých autorů liší. Klasifikace nových náboženských hnutí (a často i dalších náboženských systémů) se tak často provádí podle toho, k čemu budou později určeny. Valná část typologií vychází z Maxe Webera, na samotnou typologii nových náboženství je zaměřena především sociologie náboženství.

### Roy Wallis
Jedna z možných, často uváděných typologií je typologie podle sociologa Roy Wallise. Wallis, metodologicky vycházející z Maxe Webera, založil svou typologii na třech základních typech:
1. NNH přijímající svět – hnutí se snaží o sebe-realizaci jedinců ve společnosti a jsou vůči světu otevření. Daly by se sem zařadit různé směry alternativních náboženství využívající Transcendentální meditaci, dále např. Scientologie či Ničiren šóšú.
2. NNH odmítající svět – hnutí zaujímají vůči světu odmítavý postoj, často považují většinovou společnost za „zkaženou“ a svou skupiny pokládají za dokonalou komunitu. Do této skupiny by se daly zařadit hnutí jako Chrám lidu či Ježíšova armáda.
3. NNH obývající svět – hnutí obývající svět se snaží o obrodu náboženské zkušenosti a zaujímají většinou kritický postoj k zavedeným náboženským systémům; klasickým příkladem je letniční hnutí.

### J. G. Melton
Následující pokus o typologii nových náboženských hnutí vychází z Johna Gordona Meltona, amerického religionisty a badatele v oblasti nových náboženství:
1. Letniční rodina
2. Komunitní rodina
3. Rodina křesťanské vědy a metafyziky
4. Spiritualistická, psychická a New Age rodina
5. Rodina starodávné moudrosti
6. Rodina magie
7. Rodina Středního východu
8. Východní rodina
9. Nezařazené křesťanské církve

### Dušan Lužný
Dalším příkladem je typologie podle českého religionisty Dušana Lužného, kterou předložil ve své knize Nová náboženská hnutí. Tato typologie vychází z příslušnosti nového náboženského směru k širší tradici. Lužný rozlišuje (v závorkách jsou uvedeny příklady, které k náleží k jednotlivým typům):
1. Hnutí vycházející z křesťanství (Letniční hnutí, Církev sjednocení)
2. Hnutí vycházející z judaismu (Rastafariánství)
3. Hnutí vycházející z hinduismu (Šrí Činmoj, Osho)
4. Hnutí vycházející ze sikhismu (Misie Božího světla)
5. Hnutí vycházející z buddhismu (Ničiren šóšú, Angažovaný buddhismus)
6. Hnutí vycházející z okultismu (Hnutí grálu, Kulty UFO)
7. Nábožensko-psychoterapeutická hnutí (Scientologie)
8. New Age (Novopohanství)

## Vztah k veřejnosti
Do povědomí veřejnosti se nová náboženská hnutí často dostávají s nějakou „negativní“ událostí. Tyto případy spolu s masmédii zapříčinily, že je mnohdy na různá nově „objevená“ náboženská hnutí pohlíženo jako na něco, co má neblahý vliv na společnost. Jsou mnohdy označovány pejorativním výrazem sekta. S takovým postojem se samozřejmě neslučují všichni jedinci, ale v mnoha kulturách to je takto vnímáno, a to někdy i za předpokladu, že pro to není důvod.
Některá nová náboženská hnutí zaznamenala nedlouho po svém vzniku prudký rozvoj. Ten byl často způsoben finančním zajištěním skupiny díky majetným darům jednotlivých členů. Majoritní společnost však tuto i další skutečnosti začala často vnímat jako následky manipulativních praktik. Vztah společnosti a nových náboženských hnutí je tak často vypjatý a má různou intenzitu a charakter.

## Antikultovní hnutí
Termínem antikultovní hnutí se označuje nejednotný proud organizací i jednotlivců, kteří se snaží upozornit na možné nebezpečí nových náboženských hnutí. První organizace, které by se daly označit za antikultovní, se začaly objevovat v 70. letech 20. století mezi evangelikálními skupinami. Mezi nejvýznamnější patřily FREECOG (z anglického Freedom for Children of God) a později CAN (Cult Awareness Network). Jedna z prvních vědeckých prací, která se zabývá problematikou antikultovních hnutí je dílo The New Vigilantes: Deprogrammers, Anti-Cultists and the New Religions od Davida G. Bromleyho a Ansona Shupeho, kteří rozlišují dva možné způsoby přístupů antikultovních hnutí k novým náboženským hnutím. Jsou to:
1. Náboženský, který pohlíží na NNH jako na dílo Satana.
2. Sekulárně-racionalistický, který zdůrazňuje psychickou manipulaci a újmu, kterou NNH navozují svým členům.[21]

V České republice působí od roku 1993 Společnost pro studium sekt a nových náboženských směrů, která bývá považována za antikultovní hnutí (tvořena z několika kněží a křesťanských teologů). Provozuje poradnu pro veřejnost a snaží se poukázat na možné nebezpečí spojené s některými novými náboženskými směry.

### Příklady NNH s tragickým koncem
Jedním z prvních známých a dosud nejtragičtějších případů tragického konce nového náboženského hnutí byla hromadná sebevražda přes devíti set členů Svatyně lidu v Jonestownu v Guyaně. Tato událost se stala v roce 1978, noci ze 17. na 18. listopadu a dnes je známá jako „Bílá noc“. Po požití nebo vpíchnutí jedu tehdy zemřelo 914 mužů, žen a dětí.
Dalším tragickým případem je rok 1993 a smrt okolo 90 přívrženců Davida Koreshe, známí jako davidiáni či též Větev davidovská. Sídlo skupiny byl ranč v Texasu. Jelikož očekávali konec světa, kopali si podzemní úkryty. Poté, co začali shromažďovat zbraně, začala se o ně zajímat agentura ATF (Bureau of Alcohol, Tobacco, Firearms and Explosives). Ta společně s policií ranč 50 dní obléhali a 19. dubna provedly speciální jednotky podporované těžkou technikou a vrtulníky útok, jehož výsledkem byla smrt většiny obyvatel ranče.
Recentní mediální pozornost zaujalo nové náboženské hnutí Good News International Ministries, jehož zakladatel a pastor Paule Nthenge Mackenzie přiměl v roce 2023 více než 400 svých následovníků, aby vyhladověli k smrti a setkali se tak s Ježíšem. Toto nové náboženské hnutí stojí i za smrtí desítek dětí z důvodu odpírání základní lékařské péče.

## Vědecký přístup
Počátky vědeckého studia nových náboženství spadá do sedmdesátých let 20. století, kdy se začíná vyčleňovat v rámci sociologie a religionistiky proud badatelů, kteří se začínají specializovat na problematiku nových náboženství. V roce 1988 vznikla organizace The Center for Studies on New Religions (Centrum pro studium nových náboženství), která měla za úkol shromažďovat badatele se zájmem o nová náboženství z celého světa. Od roku 1997 pak vychází odborný časopis Nova Religio, který je zaměřen na problematiku nové religiozity.
Způsoby zkoumání NNH se dají dále členit podle způsobu, jakým ke zkoumání NNH přistupují. Dle Dušana Lužného se jedná o tyto kategorie:
1. Teologický, kdy se teolog snaží hodnotit NNH z hlediska pravdivosti, nebo též konfesní, když takto hodnotí NNH z dostupných informací běžný věřící.
2. Psychologický, který zkoumá vliv NNH na jedince.
3. Sociologický, jako součást religionistického pohledu, který nehodnotí pravdivost, a snaží se přistupovat nehodnotícím způsobem.

Psychologický přístup se potkává pouze s patologií NNH, neboť se setkává pouze s případy, kdy NNH někomu uškodila, avšak nikoliv s případy, kterým NNH pomohla. 

Odborné poradenství kombinující různé přístupy poskytuje v Česku například Společnost pro studium sekt a nových náboženských směrů. V magazínu Náboženský infoservis byl v prosinci 2024 uveřejněn článek osvětlující její činnost právě v případech požadavků rodinných příslušníků osob, jež vstoupily do nových náboženských hnutí a další výzkum, původně mezi bývalými členy Náboženské společnosti Svědkové Jehovovi, shrnul možnosti odborné pomoci, popisuje formy fundamentalismu a další projevy.

#### Organizace
- (anglicky) CESNUR - Center for Studies on New Religions
- SSSNNS - Společnost pro studium sekt a nových náboženských směrů

#### On-line práce
- Dušan Lužný a David Václavík: Nová náboženská hnutí
- David Zbíral: Stručný úvod do problematiky NNH
- (anglicky) Online texts about cults and new religious movements – sbírka odkazů na texty zaměřené na problematiku nové religiozity
- Posvátné texty, nová náboženství a kraví búú

#### Jiné
- Petr Pabijan: Nová náboženská hnutí na internetu